# Golden Gala 2007
Il Golden Gala 2007 è un'edizione del meeting Golden Gala di atletica leggera. Si è svolta il 13 luglio 2007 a Roma, in Italia. Questa edizione fa parte del circuito IAAF World Tour, di cui rappresenta il quindicesimo appuntamento stagionale e il primo dei due appuntamenti italiani. L'edizione è valida anche come terza prova del circuito IAAF Golden League. Si è svolto dalle 20:50 alle 23:05 ed era possibile vederlo in chiaro su Raitre e Rai Sport Più

## Risultati edizione

### Uomini
| Evento: | Vincitore:                   | Vincitore: | 2° piazzato:                     | 2° piazzato: | 3° piazzato:                      | 3° piazzato: |
| --- | ---------------------------- | ---------- | -------------------------------- | ------------ | --------------------------------- | ------------ |
| 100m | Asafa Powell Giamaica        | 9.90       | Derrick Atkins Bahamas           | 10.02        | Churandy Martina Antille Olandesi | 10.10        |
| 400 m | LaShawn Merritt Stati Uniti  | 44.44      | Angelo Taylor Stati Uniti        | 44.55        | Johan Wissman Svezia              | 45.12        |
| 800 m | Manuel Olmedo Spagna         | 1:46.00    | Mohammed Al-Salhi Arabia Saudita | 1:46.18      | Mbulaeni Mulaudzi Sudafrica       | 1:46.37      |
| 1.500 m | Adil Kaouch Marocco          | 3:30.77    | Tarek Boukensa Algeria           | 3:30.92      | Shadrack Korir Kenya              | 3:31.18      |
| 5.000 m | Sileshi Sihine Etiopia       | 13:01.46   | Eliud Kipchoge Kenya             | 13:02.10     | Mushir Salim Jawher Bahrein       | 13:02.89     |
| 110hs | Anwar Moore Stati Uniti      | 13.16      | Dayron Robles Cuba               | 13.17        | David Oliver Stati Uniti          | 13.36        |
| 400hs | Louis Van Zyl Sudafrica      | 48.24      | Kerron Clement Stati Uniti       | 48.26        | James Carter Sudafrica            | 48.31        |
| Salto in lungo | Andrew Howe Italia           | 8.12m      | Miguel Pate Stati Uniti          | 8.06m        | Godfrey Khotso Mokoena Sudafrica  | 8.02m        |
| Salto triplo | Christian Olsson Svezia      | 17.19m     | Osniel Tosca Cuba                | 17.10m       | Danil Burkenya Russia             | 17.02m       |
| Lancio del giavellotto | Andreas Thorkildsen Norvegia | 88.36m     | Tero Pitkämäki Finlandia         | 86.09m       | Breaux Greer Stati Uniti          | 84.53m       |
| AR record continentale \| NR record nazionale \| PB record personale \| SB record personale stagionale \| WL miglior prestazione dell'anno \| WR record mondiale |                              |            |                                  |              |                                   |              |

### Donne
| Evento: | Vincitore:                 | Vincitore: | 2° piazzato:                  | 2° piazzato: | 3° piazzato:                 | 3° piazzato: |
| --- | -------------------------- | ---------- | ----------------------------- | ------------ | ---------------------------- | ------------ |
| 100m | Torri Edwards Stati Uniti  | 11.03      | Me'Lisa Barber Stati Uniti    | 11.11        | Tezzhan Naimova Bulgaria     | 11.14        |
| 400 m | Sanya Richards Stati Uniti | 49.77      | Amy Mbacké Thiam Senegal      | 50.15        | Natasha Hastings Stati Uniti | 50.34        |
| 800 m | Kenia Sinclair Giamaica    | 1:59.45    | Mayte Martínez Spagna         | 1:59.74      | Janeth Jepkosgei Kenya       | 1:59.87      |
| 5.000 m | Mariem Alaoui Marocco      | 14:36.52   | Kimberley Smith Nuova Zelanda | 14:49.41     | Jéssica Augusto Portogallo   | 14:56.39     |
| 100hs | Michelle Perry Stati Uniti | 12.44      | Josephine Onyia Spagna        | 12.67        | Susanna Kallur Svezia        | 12.72        |
| 400hs | Jana Pittman Australia     | 54.91      | Melaine Walker Giamaica       | 55.18        | Sandra Glover Stati Uniti    | 55.38        |
| Salto in alto | Blanka Vlašić Croazia      | 2.02m      | Kajsa Bergqvist Svezia        | 2.00m        | Ruth Beitia Spagna           | 1.98m        |
| Salto con l'asta | Yelena Isinbayeva Russia   | 4.90m      | Kateřina Baďurová Rep. Ceca   | 4.65m        | tatyana Polnova Russia       | 4.65m        |
| AR record continentale \| NR record nazionale \| PB record personale \| SB record personale stagionale \| WL miglior prestazione dell'anno \| WR record mondiale |                            |            |                               |              |                              |              |